# Sandkragen

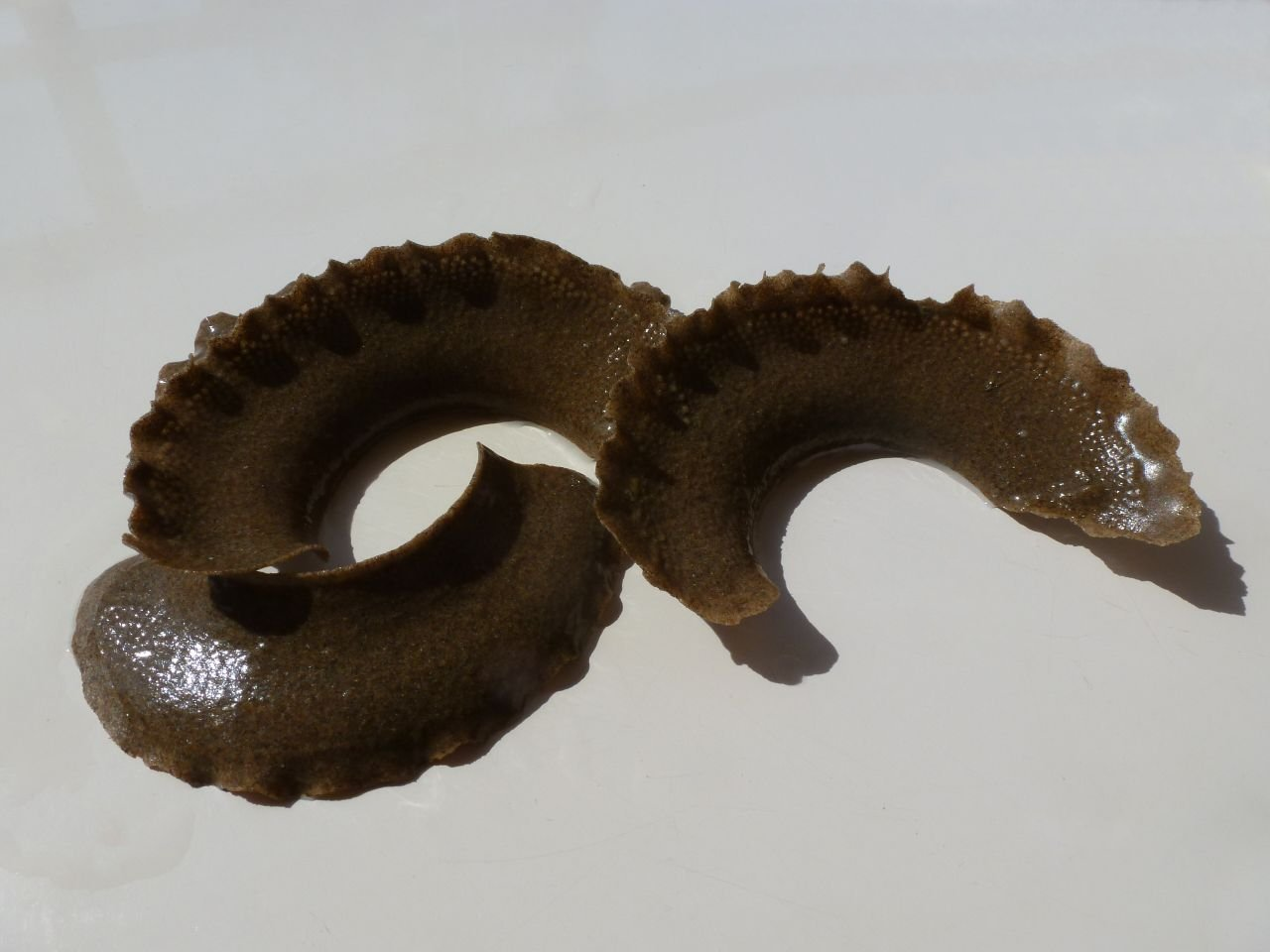
Sandkragen einer Mondschnecke

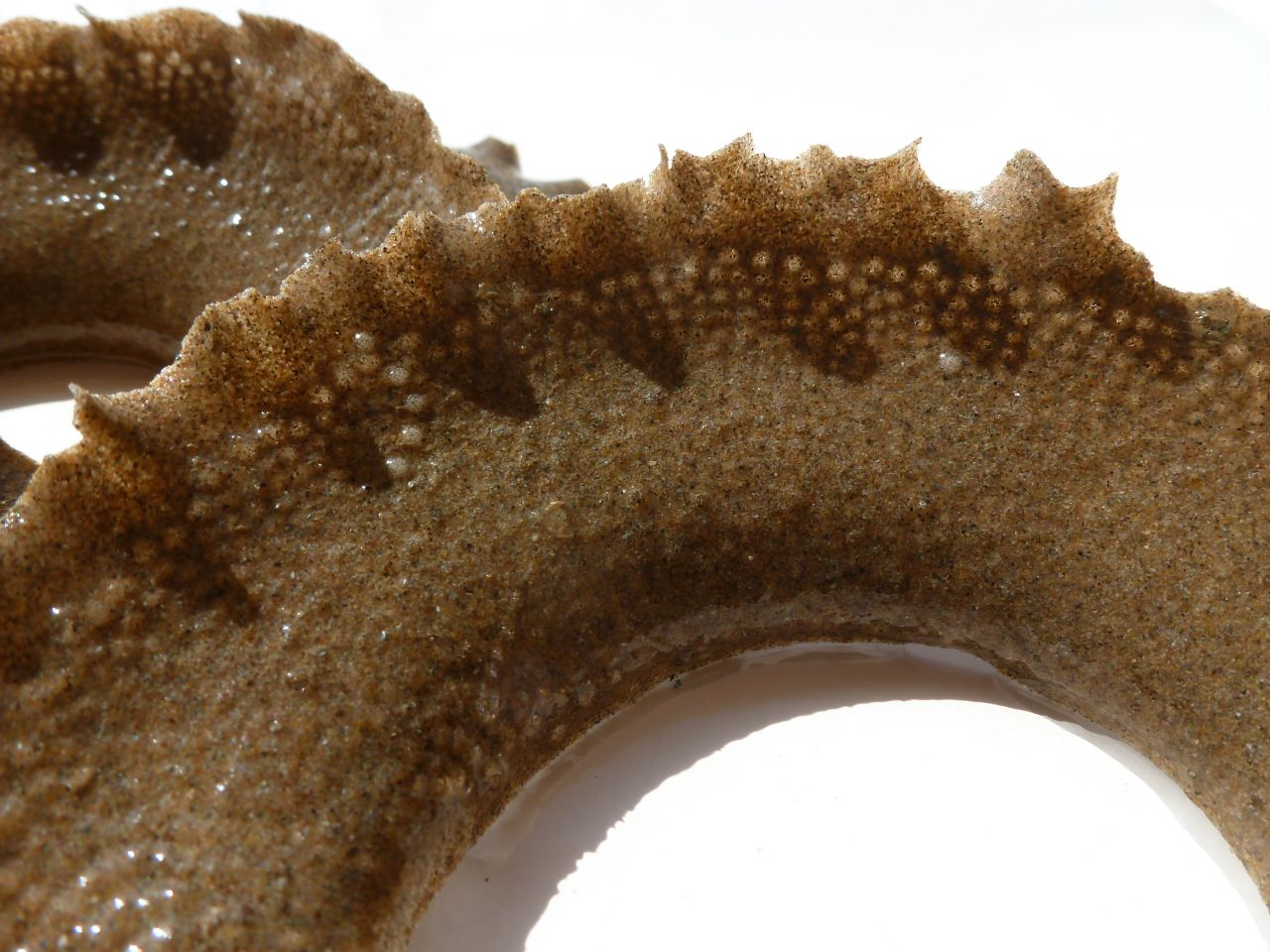
Detailaufnahme

Als Sandkragen oder englisch Sand collars bezeichnet die Zoologie kunstvoll erbaute, aus feinem Sand bestehende Eigelege (Laich), welche von verschiedenen, maritimen Schneckenarten wie der Napfschnecke und den Mondschnecken errichtet werden. Die winzigen Eier werden mit Hilfe von wasserbeständigem Gallert zu einem flachen Gürtel zusammengeklebt und mit Sand regelrecht tapeziert. Danach werden die Lagen zu zwei bis maximal sieben Schichten aneinander geheftet, aufgerichtet und zusammengerollt, bis sie einen einfachen bis komplexen, nach oben hin offenen Kegel bilden. Anschließend härtet der Laichgürtel, leicht im Meeresgrund eingesenkt, aus und schützt so die Eier. Je nach Art schlüpfen aus den Kapseln pelagisch bis zu mehrere Wochen bis zur Metamorphose von Plankton lebende Veliger-Larven (z. B. Glänzende Mondschnecke) oder fertige kleine Schnecken (z. B. Halsband-Mondschnecke).